# راسموس
راسموس (به انگلیسی: The Rasmus) یک گروه راک فنلاندی است که در سال ۱۹۹۴ تشکیل شد. راسموس در سال ۲۰۰۳ با بیرون دادن پنجمین آلبوم خود Dead Letters شهرت جهانی یافت. ترانه در سایه‌ها آن‌ها در چندین کشور رتبهٔ اول را آورد.
این گروه از موفق‌ترین گروه‌های فنلاندی است و بیش از ۳٫۵ میلیون نسخه آلبوم آن‌ها در سراسر جهان به فروش رفته‌است. به علاوه این گروه موفق به بردن ۸ جایزهٔ طلا و ۵ جایزهٔ پلاتین شده‌است.
از مشهورترین آهنگ‌های آن‌ها می‌توان Sail Away ,Guilty,
In The Shadows و F-F-F-Falling را نام برد.
آخرین آلبوم آن‌ها با نام The Rasmus
روز ۱۸ آوریل ۲۰۱۲ در اروپا بیرون آمد.
آن‌ها همچنین نماینده فنلاند در یوروویژن ۲۰۲۲ بودند.

## شکل‌گیری (۱۹۹۴–۱۹۹۵)

1st

اعضای گروه (در آن زمان: "لوری ایلونن - Lauri Ylönen"، "ایروهینونن - Eero Heinonen"، "پاولی رانتا سالمی - Pauli Rantasalmi" و "جارنو لات - Jarno Lahti") وقتی هنوز در دبیرستان بودند گروه را تشکیل دادند "rasmus". گروه اولین اجرای خودش رو در مهمانی قبل از کریسمس به تاریخ ۲۳ دسامبر ۱۹۹۴ در مدرسه انجام داد. در سال ۱۹۹۵ جارنو گروه را ترک کرد و با "جان هیسکانن - Janne Heiskanen" جایگزین شد. در دسامبر همان سال گروه اولین آلبوم EP خود تحت عنوان "1st" را منتشر کرد که شامل آهنگ‌های "Funky Jam" "Myself" , "Frog" و "Rakkauslaulu" بودند. تنها در عرض چند هفته این آلبوم ۱۰۰۰ نسخه فروش کرد. این آلبوم در اصل به‌طور مستقل توسط Teja G. Records منتشر شد اما بعداً وقتی گروه قرار دادی رو با کمپانی Warner Music Finland امضا کرد این آلبوم دوباره ولی اینبار توسط آنها دوباره به انتشار رسید. در آن زمان گروه آهنگی به نام "Don't Shut the Door" رو هم ساخت اما این آهنگ بدون استفاده باقی‌ماند تا سال ۲۰۰۹ که دوباره سازی شد و تحت نام "October & April" به همراه آلبوم بهترین‌های گروه تحت عنوان "Best of 2001–2009" منتشر شد.

## آلبوم‌های "PEEB" و "PL@YB0YS" (سال‌های ۱۹۹۶–۱۹۹۷)
در سال ۱۹۹۶ گروه اولین آلبوم رسمی خودش رو تحت نام "PEEB" از طریق کمپانی Warner Music Finland به انتشار رسوند. آلبوم برای اولین بار در ۲۳ اکتبر در فنلاند منتشر شد و بعداً هم در استونی و روسیه، و متعاقباً در سطح جهان. بعداً در همان سال گروه دو آلبوم EP دیگر تحت نام‌های "2st" و "3st" رو به انتشار رسوند. با این که این دو آلبوم تحت عنوان EP منتشر شدند ولی در همان سال آلبوم "3st" به مقام هشتم در چارت سینگل‌های فنلاند رسید. سال بعد گروه در جشنوارهٔ موسیقی Emma-gaala در فنلاند جایزهٔ بهترین گروه تازه‌وارد سال ۱۹۹۶ رو برنده شد. لوری و پاولی تصمیم به ترک مدرس گرفتند تا به‌طور کامل بر RASMUS تمرکز کنند. در ۲۹ اوت سال ۹۷ گروه آلبوم دوم خودش رو تحت عنوان "pl@yb0ys" به انتشار رسوند که در خود فنلاند به موفقیت‌های زیادی رسید اما در خارج از فنلاند موفقیت کمتری رو به دست آورد.

## آلبوم Hell of a Tester و تغییرات موسیقایی (سال ۱۹۹۸)
سال ۱۹۹۸، سال انتشار آلبوم Hell of a Tester هست. این آلبوم دوم نوامبر آن سال منتشر شد که شامل تغییراتی در سبک و استایل گروه از funk به solid rock بود. آلبوم در فنلاند خوش درخشید و محبوب‌ترین تک آهنگ این آلبوم هم "Liquid" بود که در سپتامبر آن سال منتشر شد و وارد Top 40های MTV Nordic شد. این تک‌آهنگ عنوان تک‌آهنگ سال رو در رای‌گیری‌های طرفداران و منتقدان موسیقی از آن خودش کرد. ویدیوی این آهنگ همچنین جایزه ای رو در جشنوارهٔ Finnish Music Video Awards برنده شد. لاری این آهنگ را بر روی پل منتهی به جزیرهٔ Lauttasaari نوشت.

## ترک گروه توسط جان و تولد Dynasty (سال ۱۹۹۹)
در سال ۱۹۹۹ گروه راسموس عنوان فستیوال‌های موسیقی بزرگی در فنلاند بود اما جان هیسکانن بعد از آخرین اجرای خودش در حمایت از گروه Red Hot Chili Peppers از راسموس خارج شد. جان تصمیم گرفت خودش روباز نشست کنه تا به کار مدیتیشن در هند بپردازه، جایی که قبلاً چند سالی رو هم درش زندگی کرده بود. این کار اون، گروه رو در معرض متلاشی شدن قرار داد اما در نهایت "آکی هاکالا - Aki Hakala" که قبلاً برای گروه کالاهایی اعم از تی شرت رو به فروش میرسوند درخواست عضویت در گروه رو کرد به عنوان درامر جدید. آنها به همراه گروه‌های "killer" و "kwan" انجمن "Dynasty" رو به راه انداختند. یک رکورد لیبل کوچک و مستقل برای حمایت از گروه‌های فنلاندی جدید.

## کار با کمپانی Playground Music (سال ۲۰۰۰)
در سال ۲۰۰۰ گروه نام "rasmus" به "THE rasmus" تغییر داد تا با یک DJ به همین نام اشتباه گرفته نشود. همچنین یک هنرمند دیگر به نام "British Rasmus Gardell" هم از همین نام استفاده می‌کرد. در اواخر سال ۱۹۹۹، مدیر گروه The Cardigans (یک گروه راک سوندی) پیشنهاد کار با the rasmus رو به "لارس تنگروت - Lars Tengroth" مدیر یک کمپانی سوئدی مستقل تازه تأسیس به نام "Playground Music" رو داد. تنگروت به دیدن اجرای گروه در هلینسکی رفت. اون بعداً در گفتگو با "HitQuarters" (یک انتشاراتی بین‌المللی موسیقی) گفت: " در همون لحظه عاشق کارشون شدم " گروه در آن زمان سه آلبوم رسمی منتشر کرده و به موفقیت‌های نسبی ای رسیده بود اما آن‌ها برای توسعهٔ کارشان به خارج از کشور تلاش می‌کردند و کمپانی Playground موافقت کرد تا کمکشان کند این هدف دست پیدا کنند. در اواخر سال ۲۰۰۰ گروه با دو تهیه‌کننده با نام‌های "Martin Hansen" و "Micke Nord" در سوئد شروع به همکاری کردند برای انتشار آلبوم بعدیشان و تغییر استایل‌های قدیمی گروه به یک PopRock قوی و رو به جلو. بلافاصله بعد از امضای قراردادی با Playground، گروه شروع کرد به توسعه کارش برای بین‌المللی شدن. به نقل از تنگروت: " مثل شروع کردن از هیچ بود، ما در حال حلق گروه جدیدی بودیم." گروه کارهای زیادی انجام داد که برایشان تازگی داشتند، آنها زمان زیادی را می‌گذاشتند صرف کار کردن بر روی آهنگ‌ها قبل از شروع ضبط. آنها برای اولین بار با تهیه‌کننده‌های موسیقی همکاری می‌کردند و همچنین برای اولین بار خارج از فنلاند کار ضبط انجام می‌دادند. آنها قدرت نمایش زیادی بر روی استیج داشتند اما همیشه از ایده‌های نو جهت بیشتر کردن این قدرت استقبال می‌کردند.

## آلبوم‌های "INTO" و "HELL OF A COLLECTION" (سال‌های ۲۰۰۱–۲۰۰۲)
در اکتبر سال ۲۰۰۱، راسموس آلبوم INTO را منتشر کرد. چهارمین آلبوم استدیویی آنها و اولین آلبوم با همکاری Playground. این اولین بار بود که تحت نام "THE Rasmus" آلبومی در کشورهای دیگر اروپایی اعم از فرانسه و اسپانیا منتشر می‌شد. آلبوم به جایگاه شمارهٔ ۱ در چارت آلبوم‌های فنلاند رسید.

## آلبوم‌ها
| سال  | آلبوم             | ناشر                         |
| ---- | ----------------- | ---------------------------- |
| ۱۹۹۶ | Peep              | Warner Music Finland         |
| ۱۹۹۷ | Pl@y B0y          | Warner Music Finland         |
| ۱۹۹۸ | Hell of a Tester  | Warner Music Finland         |
| ۲۰۰۱ | Into              | Playground Music Scandinavia |
| ۲۰۰۳ | Dead Letters      | Playground Music Scandinavia |
| ۲۰۰۵ | Hide from the Sun | Playground Music Scandinavia |
| ۲۰۰۸ | Black Roses       | Playground Music Scandinavia |
| ۲۰۱۲ | The Rasmus        | Universal Music              |